# Dick Wolf

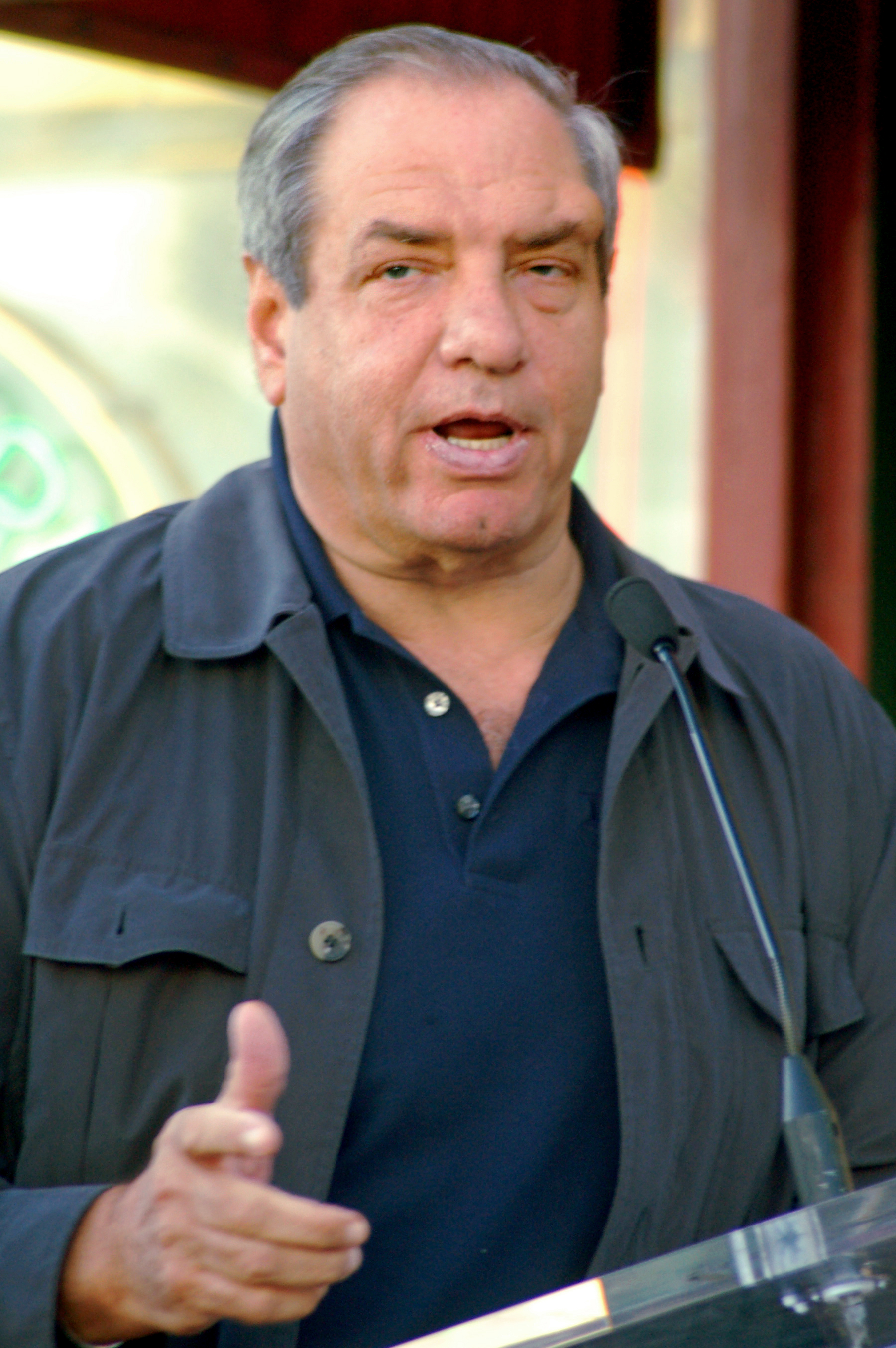
Dick Wolf in januari 2010

Richard Anthony Wolf (New York, 20 december 1946), meestal Dick Wolf genoemd, is een Amerikaanse televisieproducent gespecialiseerd in politieseries.

## Levensloop
Wolf studeerde aan de Phillips Academy, waar hij een klasgenoot van George W. Bush was. Hij studeerde ook aan de Universiteit van Pennsylvania.
Hij werkte aanvankelijk als advertentie-copywriter maar deed al pogingen om scenarioschrijver voor films te worden. Hij verhuisde naar Los Angeles en schreef daar het scenario voor de film Masquerade. Hij startte zijn televisieloopbaan met Hill Street Blues.
Wolfs Law & Order is de op een na langstlopende serie in de televisiegeschiedenis. De serie werd genomineerd voor Emmy Awards.
Wolfs' firma produceerde in 2003 Twin Towers.

## Werken
- Skateboard (1978)
- Miami Vice (1984-1989), televisieserie
- No Man's Land (1987)
- Masquerade (1988)
- Gideon Oliver (1989), televisieserie
- Christine Cromwell (1989), televisieserie
- Nasty Boys (1990), televisieserie
- H.E.L.P. (1990), televisieserie
- Law & Order (1990-2010), televisieserie
- School Ties (1992)
- Mann & Machine (1992), televisieserie
- The Human Factor (1992), televisieserie
- South Beach (1993), televisieserie
- New York Undercover (1994-1998), televisieserie
- The Wright Verdicts (1995), televisieserie
- Swift Justice (1996), televisieserie
- Feds (1997), televisieserie
- Players (1997-1998), televisieserie
- Exiled: A Law & Order Movie (1998), televisiefilm
- The Invisible Man (1998), televisiefilm
- Law & Order: Special Victims Unit (1999-heden), televisieserie
- D.C. (2000), televisieserie
- Arrest & Trial (2000), televisieserie
- Deadline (2000-2001), televisieserie
- Law & Order: Criminal Intent (2001-2011), televisieserie
- Crime & Punishment (2002-2004), televisieserie
- Twin Towers (2003)
- Dragnet (2003), televisieserie
- Law & Order: Trial by Jury (2005), televisieserie
- Conviction (2006), televisieserie
- Bury My Heart at Wounded Knee (2007)
- Law & Order: UK (2009-), televisieserie
- Law & Order: Los Angeles (2010), televisieserie
- Community (2012), televisieserie
- Chicago Fire (2012), televisieserie
- Chicago P.D. (2013), televisieserie
- Cold Justice (2013), televisieserie
- Nightwatch (2015), televisieserie
- Cold Justice: Sex Crimes (2015), televisieserie
- 3AM (2015), televisieserie
- Chicago med (2015), televisieserie
- Chicago Justice (2017), televisieserie
- FBI (2018-), televisieserie
- 77[1]